# 阿格里科拉山脈

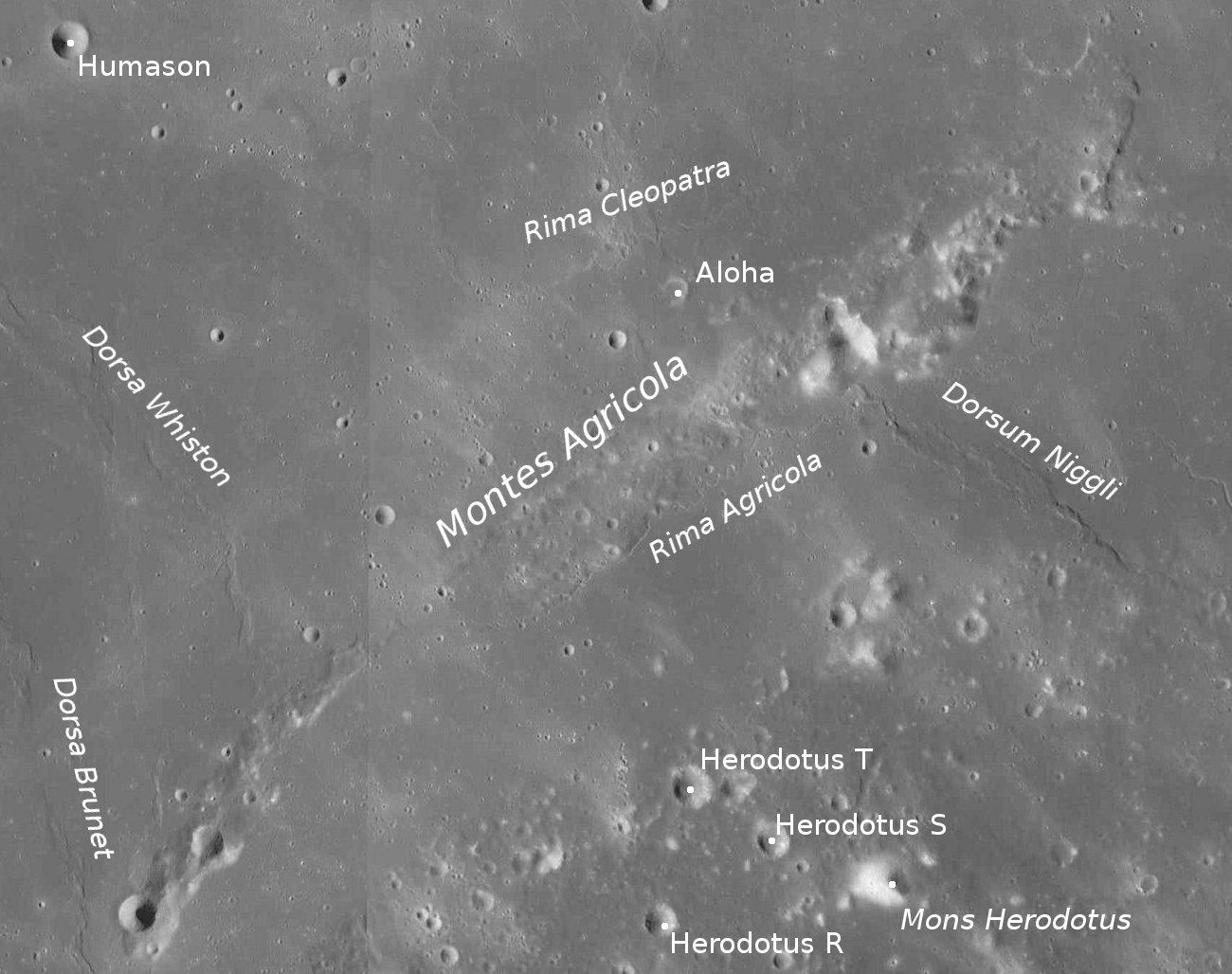
区域地形图

阿格里科拉山脉（Montes Agricola）是分布于月球风暴洋东侧边缘附近的一道细长山脉，它位于坐落了希罗多德陨石坑和阿里斯塔克斯陨石坑的高原西北。
该山脉月面坐标为北纬29.06°、西经54.07°，从西南到东北绵延160公里，构成一道狭长、峻峭的山岭，其北端更为崎岖，西南端也有一个隆起。山脉北部有一些微弱的平行射纹踪迹。山脉与南部高原间20公里宽的裂谷，有时也称为“阿格里科拉海峡”，里面填满了玄武质熔岩流，北部一道名为尼格里山脊的40公里皱脊，将山脉与高原连接在一起。阿格里科拉山脉周围还有很多其他的山脊，其中最大的两条是西面的伯内特山脊和西北的惠斯顿山脊。阿格里科拉山脉高出周围月海1.2公里，较月表相对高度为1.02公里。
沿山脉北半段南麓蜿蜒着100多公里长的狭窄月沟-阿格里科拉月溪，而山脉北侧绵延着15公里长的克利奥帕特拉月溪（Rima Cleopatra）。东北端往北30公里处是直径10公里的尼尔森陨石坑、山岭西南72公里处是直径4公里的赫马森陨石坑、7公里处是直径2.5公里的阿罗哈陨石坑。在阿格里科拉山脉对面的阿里斯塔克斯高原边缘上坐落着直径21公里的科农陨石坑和希罗多德山。
该山脉以德国十六世纪科学家，被誉为“矿物学之父”的格奥尔格·阿格里科拉之名命名，1976年被国际天文学联合会批准授受。

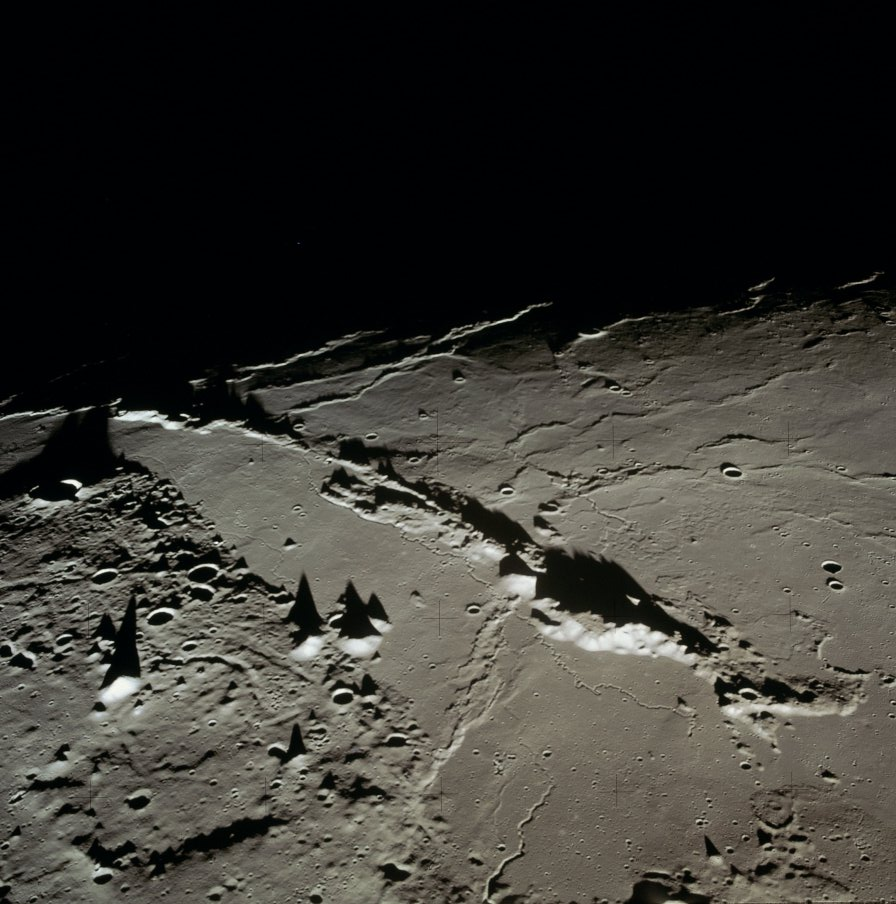
阿波罗15号拍摄的图像 (1971年)